# Angelroda
Angelroda är en ortsteil i staden Martinroda i Ilm-Kreis i förbundslandet Thüringen i Tyskland. Angelroda var en kommun fram till den 31 december 2019 när den uppgick i Martinroda. Angelroda hade 377 invånare 2019.